# Dipoena subflavida
Dipoena subflavida là một loài nhện trong họ Theridiidae.
Loài này thuộc chi Dipoena. Dipoena subflavida được Tord Tamerlan Teodor Thorell miêu tả năm 1895.